# Siemaszkoa pusillima
Siemaszkoa pusillima är en svampart som först beskrevs av Speg., och fick sitt nu gällande namn av I.I. Tav. 1981. Siemaszkoa pusillima ingår i släktet Siemaszkoa och familjen Laboulbeniaceae.   Inga underarter finns listade i Catalogue of Life.